# Phractura fasciata
Phractura fasciata es una especie de pez de la familia Amphiliidae en el orden de los Siluriformes.

## Morfología
• Los machos pueden llegar alcanzar los 12,5 cm de longitud total.

## Distribución geográfica
Se encuentran en África: cuenca del río Congo.